# Olivia Dean
Olivia Lauryn Dean (Walthamstow, 14 marzo 1999) è una cantautrice britannica. 
Ha iniziato la sua carriera musicale collaborando come corista per il gruppo britannico Rudimental, per poi intraprendere una carriera da solista. Nel 2021 è stata nominata da Amazon Music artista rivoluzionaria dell'anno ed ha registrato una versione esclusiva di "The Christmas Song" di Nat King Cole per la line-up di Christmas Originals 2021 di Amazon,  che si è classificata al numero 19 nel Regno Unito classifica dei singoli. 
Il 30 giugno del 2023 è in programma l'uscita del suo primo album di debutto Messy. Elton John ha pubblicamente manifestato la sua stima nei confronti dell'artista in un'intervista del giugno 2023.

## Carriera
Olivia Dean è nata a Walthamstow da padre inglese e madre giamaicano-guyanese. Fin da ragazza ha preso lezioni di teatro musicale ed è entrata a far parte di un coro gospel. Ha poi frequentato la BRIT School.
Ha iniziato la sua carriera nel 2017 lavorando come corista per i Rudimental alla precoce età di 18 anni. Durante la pandemia si è esibita sui social trasformando un furgone giallo dai colori vivaci in un palcoscenico su ruote. 
Nel 2018 pubblica il suo primo singolo Reason to Stay riscuotendo un notevole successo. A giugno 2023 inizia il suo primo tour in Europa e in America per l'arrivo del suo nuovo album Messy.

## Stile e influenze musicali
Olivia Dean afferma che il suo stile è influenzato da artisti come Lauryn Hill, Amy Winehouse, Carole King e The Supremers.

## Discografia

### EP
- 2019 – Ok Love You Bye
- 2020 – What Am I Gonna Do on Sundays?
- 2021 – Olivia Dean If You Know What I Mean
- 2021 – Growth

### Album in studio
- 2023 – Messy

### Singoli
- 2018 – "Reason to Stay"
- 2019 – "Password Change"
- 2020 – "Baby Come Home"
- 2020 – "Crosswords"
- 2020 – "The Hardest Part"
- 2020 – "Merry Christmas Everyone"
- 2020 – "Echo"
- 2021 – "Be My Own Boyfriend"
- 2021 – "Slowly"
- 2021 – "The Christmas Song"
- 2022 – "Danger"
- 2023 – "UFO"
- 2023 – "Dive"
- 2023 – "Carmen"
- 2023 – "The Hardest Part"